# Hephaestus lineatus
Hephaestus lineatus är en fiskart som beskrevs av Allen, 1984. Hephaestus lineatus ingår i släktet Hephaestus och familjen Terapontidae. Inga underarter finns listade i Catalogue of Life.